# Javier Esteinou Madrid
Javier Esteinou Madrid (4 de marzo de 1949) es un periodista mexicano, profesor e investigador cuyo trabajo ha sido reconocido en el Sistema Nacional de Investigadores con una membresía Nivel III y con el premio Nacional Mexicano de Periodismo dos veces. Su trabajo se enfoca sobre todo en los efectos de la hegemonía cultural y las nuevas tecnologías en comunicación y sociedad.

## Vida
Esteinou nació y creció en la Ciudad de México. Empezó su educación superior en 1967, estudiando filosofía en el Instituto Superior de Estudios Filosóficos pero pronto se salió para estudiar comunicación en la Universidad Iberoamericana, graduándose en 1974. Estudió su maestría en sociología en la misma institución y más tarde realizó un doctorado en la misma área en la Universidad Nacional Autónoma de México.

## Carrera
Empezó su carrera laboral en su alma mater, la Universidad Iberoamericana en 1978, trabajando como Secretario General. Desde ahí mantuvo numerosas posiciones incluyendo la Subsecretaría para Transmisión de Radio como investigador al igual que para el gobierno de la Ciudad de México, CONACULTA la oficina del presidente de la secretaría de gobernación, el Instituto Mexicano de Televisión, el Instituto Latinoamericano para Estudios Transicionales, el Programa Cultural de la Frontera Mexicana, UNICEF, el Sistema Nacional de Educación de Difusión, el Centro de Investigación y Fundación de Estudios de Ricardo J. Zevada y el Partido Revolucionario Institucional.
Trabajó como periodista para periódicos como el Excélsior y el Universal.
Como profesor, trabajó principalmente en la Universidad Autónoma Metropolitana como maestro e investigador desde 1974, donde sirvió com fundador y director del Centro de Documentación para la Comunicación Masiva. También enseñó en la Universidad Iberoamericana de 1975 a 1992. En 1992 comenzó a enseñar en el Centro de Servicio y Promoción Social. Actualmente da clases en el Seminario de Investigación el programa de maestrías del Departamento de Comunicaciones. También da clases en el Tecnológico de Monterrey Campus Ciudad de México.
Es un miembro del Consejo Nacional para la Enseñanza e Investigación de las Ciencias de la Comunicación (CONEICC) y Vicepresidente de la Asociación Latinoamericana de Investigadores de la Comunicación y la Federación de Facultades de Comunicación en América Latina. Fue Vicepresidente de la Asociación Mexicana de Investigadores de la Comunicación (AMIC).

## Reconocimientos
Su trabajo obtuvo reconocimiento de Membresía Nivel III en el Sistema Nacional de Investigadores, la Medalla de Plata de Gabino Barrero por mérito académico entregada por la UNAM, el Premio Internacional del Concurso Latinoamericano del Libro de Comunicación entregado por la Fundación Friederik Ebert y en 2004 y 2011 el Premio Nacional de Comunicaciones entregado por la Fundación Pages Llego y la revista Siempre.
Ganó el Premio Nacional de Periodismo Mexicano dos veces, en 2010 y en 2014.

## Publicaciones
La primera publicación importante de Esteinou fue la tesis de su maestría (Los Medios de Difusión Masiva en la Formación Social Capitalista) en 1978 y su tesis del doctorado (Aparatos de Información de Masas y Formación del Consenso) en 1983. Publicó más de 47 libros en México y 7 en el extranjero, junto con numerosos artículos para periódicos.
Esteniou escribe principalmente sobre comunicación y cultura en México y el resto de Latinoamérica. En los años 80, comenzó a criticar los efectos de nuevas tecnologías en la sociedad en general y la comunicación. Su trabajo demuestra seguido una preocupación por la influencia que los medios de comunicación masiva ejercen, la construcción de la hegemonía, los tratados de libre comercio, la influencia del internet y la televisión en los jóvenes, neoliberalismo y la defensa y popularidad de la cultura Mexicana. Su trabajo se ve influenciado por el de Louis Althusser, Antonio Gramsci y Armand Mattelart. Su trabajo lo ha hecho un experto que es entrevistado en radio, televisión y por la prensa.
Las publicaciones principales incluyen:
- Hacia un modelo ciudadano de comunicación electoral para la construcción de la democracia en México (2013)
- La Ley Televisa y la Lucha por el Poder en México (with Alma Rosa Alva de la Selva) (2009)
- Sociedad Moderna y Medios de Comunicación (1995)
- El Sistema Morelos de Satélites y su Impacto en la Sociedad Mexicana (1992) (1995)
- Televisión Pública y Desarrollo Cultural (1994)
- La Cultura y la Comunicación Nacionales en los Tiempos del Libre Mercado (1993)
- Medios de Comunicación y Construcción de la Hegemonía (1992)
- La Televisión Mexicana ante el Nuevo Modelo de Desarrollo Neoliberal (1991)
- Hacia la Primavera del Espíritu Nacional: Propuesta Cultural para una Nueva Televisión Mexicana (1989)
- Economía Política y Medios de Comunicación: Acumulación, Ideología y Poder (1985)
- Medios de Comunicación y Construcción de la Hegemonía (1983)